# هلال الحربي
هلال الحربي مواليد (27 سبتمبر 1990م) هو لاعب كرة قدم سعودي .

## بداياته
كانت بداياته مع نادي الأنصار و انتقل إلى نادي أحد عام 2013م و عاد إلى نادي الأنصار عام 2014م.